# Litteraturåret 1943

## Händelser
- Den franske författaren André Pieyre de Mandiargues debuterar i exil med diktsamlingen Dans les années sordides.

## Priser och utmärkelser
- Nobelpriset – Priset delades inte ut[1]
- Bellmanpriset – Bo Bergman
- De Nios Stora Pris – Sven Lidman

## Nya böcker

### A – G
- Atticism – humanism av Vilhelm Ekelund
- Den osynlige älskaren av Moa Martinson
- Den tanklöse spelmannen av Emil Hagström
- Det monopolkapitalistiska Sverige av C.-H. Hermansson
- Det stora rusthållet av Gustav Hedenvind-Eriksson
- Driver dagg faller regn av Margit Söderholm
- Från skilda tider (Del 1-2, 1943-45 utgiven postumt) av Selma Lagerlöf
- Fyra kvartetter av T.S. Eliot
- Förberedelse av Werner Aspenström
- Glaspärlespelet av Hermann Hesse

### H – N
- L'Homme à cheval av Pierre Drieu la Rochelle
- Inkräktare av Elsa Grave
- Islands klocka (1943–46) av Halldór Laxness
- Krilon själv av Eyvind Johnson
- Lille prinsen av Antoine de Saint-Exupéry

### O – U
- Parabellum av Olov Jonasson
- Ravage av René Barjavel
- Samlade verk av Hjalmar Söderberg
- Sviker Sverige? av Gunnar Cederschiöld
- Traktorn av Ivar Lo-Johansson
- Tåbb med manifestet av Lars Ahlin[2]
- Ur glömskan av Hjalmar Söderberg
- Urkällan av Ayn Rand

## Födda
- 9 januari – Claes Hylinger, svensk författare och översättare.
- 19 januari – Christer Persson, svensk författare.
- 4 februari – John Virapen, svensk musiker och författare.
- 16 februari – Jan Fogelbäck, svensk författare.
- 23 mars – Nils-Aslak Valkeapää, finländsk-samisk författare, musiker och konstnär.
- 2 april – Peter Landelius, svensk översättare, författare och kulturskribent.
- 8 april – Jean-Marie Rouart, fransk författare.
- 11 april – Thomas Tidholm, svensk författare, musiker, fotograf och översättare.
- 8 maj – Pat Barker, brittisk författare.
- 13 maj – Johan Bargum, finlandssvensk författare.
- 19 maj – Elisabeth Hjortvid, svensk författare.
- 27 maj – Gull Åkerblom, svensk barnboksförfattare.
- 4 juni – Joyce Meyer, amerikansk predikant, författare och TV-programledare.
- 9 juni – Joe Haldeman, amerikansk science fiction-författare.
- 6 juli – Örjan Wikander, författare, professor i antikens kultur och samhällsliv.
- 12 juli – Lena Landström, svensk barnboksförfattare.
- 16 augusti – Staffan Skott, svensk författare, journalist och översättare.
- 17 augusti – Kjersti Scheen, norsk författare, bildkonstnär, illustratör, översättare och journalist.
- 18 september – Kerstin Bäck, svensk kommunpolitiker, ståupp-komiker, föreläsare och författare.
- 21 september – Enel Melberg, svensk författare och översättare.
- 23 september – Antonio Tabucchi, italiensk författare.
- 8 oktober – Ann-Christin Larzon, svensk konstnär och författare.
- 9 november – Svante Grundberg, svensk skådespelare, författare, regissör och ståupp-komiker.
- 26 november – Marilynne Robinson, amerikansk essäist och romanförfattare.
- 2 december – Maria Scherer, svensk journalist, programledare, krönikör och författare.
- 9 december – Michael Krüger, tysk poet, romanförfattare, förläggare och översättare.
- 11 december – Hans Lagerberg, svensk författare.
- 23 december – Bárður Jákupsson, färöisk konstnär, grafiker och författare.
- okänt datum – Christer Eriksson, svensk författare och översättare.

## Avlidna
- 16 april – Carlos Arniches, 76, spansk dramatiker
- 21 augusti – Henrik Pontoppidan, 86, dansk författare, nobelpristagare 1917.
- 30 september
  - Maria Jotuni, 63, finländsk författare.
  - Adolf Paul, 80, finländsk-tysk författare.
- 7 oktober – Radclyffe Hall, 63, brittisk författare.
- 22 december – Beatrix Potter, 77, brittisk barnboksförfattare och illustratör.

### Fotnoter
1. ↑  ”Nobelpriset i litteratur”. https://www.nobelprize.org/prizes/lists/all-nobel-prizes-in-literature/. Läst 20 mars 2011.
2. ↑  Sverige 1900-talet – Arbetets ansikten i litteraturen, NE, Bra Böcker, 2000